# Tradição guru-shishya

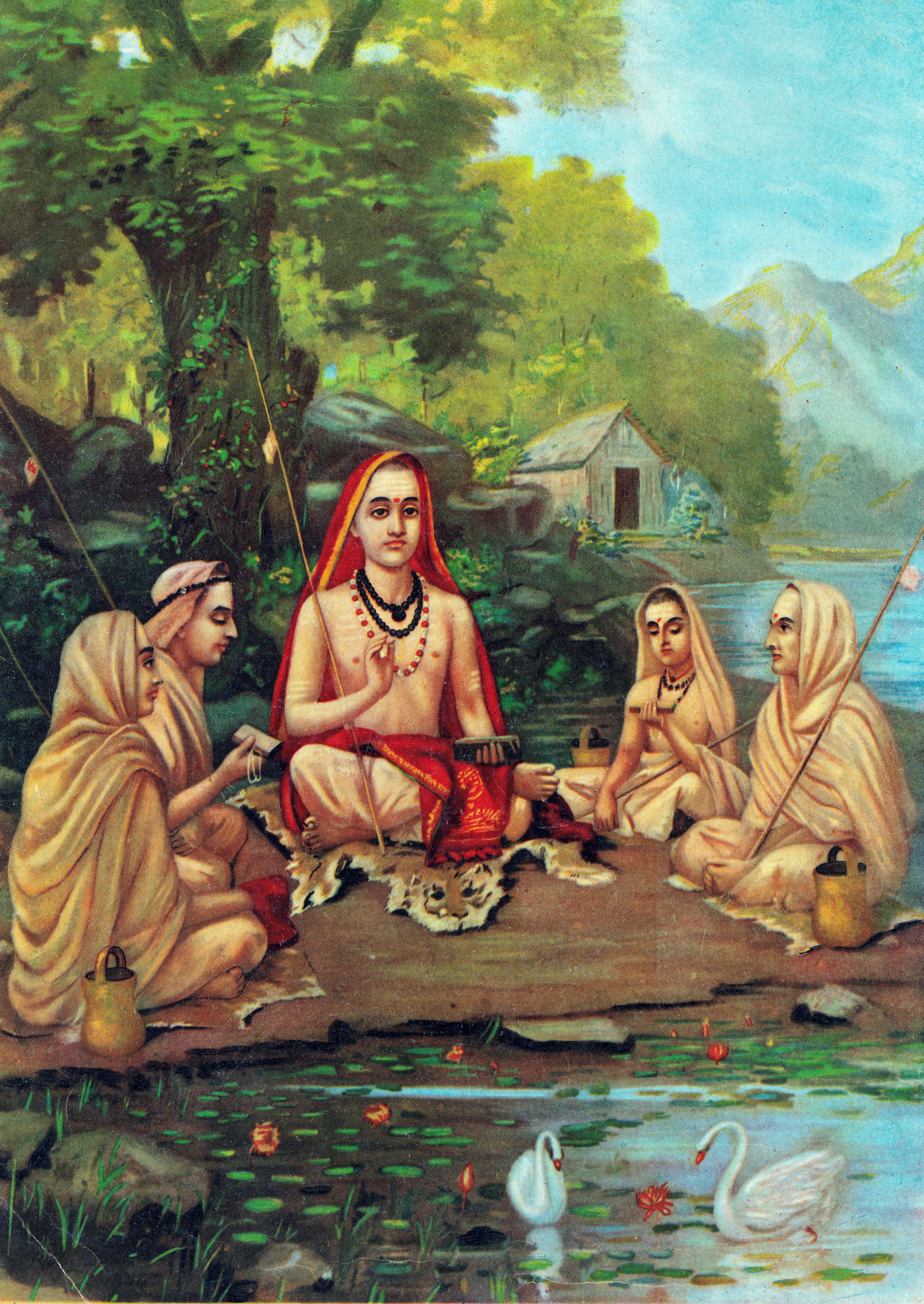
Adi Shankara com discípulos, por Raja Ravi Varma (1904).

A tradição guru-shishya (ou guru-shishya parampara ou linhagem, ou relação professor-discípulo) é um relacionamento espiritual dentro da tradição Hindu que está centrada na transmissão de ensinamentos de um guru (professor, गुर) a um 'śiṣya' (discípulo, शिष्य). O termo shishya dificilmente equivale ao termo ocidental discípulo, e em algumas partes da Índia é sinomino do termo chela. No contexto Hindu, o termo guru significa aquele que ensina ou comunica o conhecimento. Este conhecimento, que pode ser vedanta, arte Agâmica, arquitetura, música ou espiritual, é comunicado através do desenvolvimento da relação entre guru e discípulo. O princípio deste relacionamento é o conhecimento, especialmente o sutil ou conhecimento avançado, é melhor conduzido através de uma forte relação baseada nos ideais que o estudante respeita, confia, tem devoção e obediência, e na instrução pessoal pela qual o estudante eventualmente domina o conhecimento que o guru personifica.
A palavra Sikh é uma derivação do termo em Sânscrito - shishya.

## Fundo Histórico
A relação guru-shishya é uma pratica que evoluiu do componente fundamental do Hinduísmo, desde o começo da tradição oral nas Upanishads (c. 2000 BC). O termo Upanishad deriva da palavra em Sânscrito upa (próximo), ni (chão) e şad (sentar) — "sentar próximos no chão" de um mestre espiritual e receber instruções na tradição guru-shishya. Um exemplo da dinâmica pode ser achada na personificação do relacionamento entre Krishna e Arjuna, no seguimento da Bhagavad Gita chamado Mahabharata, e entre Rama e Hanuman no Ramayana. Nas Upanishads, gurus e shishya aparecem em uma variedade de posições (o marido respondendo as questões sobre a imortalidade, um jovem sendo ensinado por Yama, ou a morte personificada, etc.). Às vezes os sábios são mulheres e às vezes as instruções (ou a mais pura inspiração) são buscadas por um rei.
Nos Vedas, o brahmavidya ou conhecimento de Brahman é comunicado do guru para o shishya de boca a orelha, conhecida tradicionalmente como guru-shishya parampara, ou linhagem.

## Características comuns na tradição guru-shishya

Dakshina de Ekalavya de seu polegar da mão direita à sua.

Dentro do espectro da religião Hindu, o relacionamento entre guru-shishya pode ser achado em numerosas variações incluindo o Tantra. Alguns elementos comuns neste relacionamento incluem:
- O estabelecimento de um relacionamento entre professor espiritual/estudante ou guru e shishya.
- Um reconhecimento formal deste, que assume normalmente a forma de uma estruturada cerimônia de iniciação. Neste processo o guru ambos aceita o iniciado como um shishya, e também assume algum tipo de responsabilidade pelo progresso espiritual e bem-estar do novo shishya.
- Às vezes este processo de iniciação também inclui o ensinamento de outras sabedoria esotérica e/ou técnicas de meditação.
- Gurudakshina - O shishya oferece dadivas ao guru como oferendas de gratidão, frequentemente, além de ficar ao seu serviço, este é o único monetário ou espécie de taxa que o estudante oferece. Tais dadivas podem ser uma simples fruta ou mais sérios como um polegar dado por Ekalavya ao seu  guru Dronacharya.

## ParamparaeSampradaya
Tradicionalmente, a palavra usada para uma sucessão de mestres e discípulos na antiga cultura indiana é parampara (paramparā em IAST). No sistema parampara, acredita-se que o conhecimento (em qualquer campo) seja transmitido através de gerações sucessivas. A palavra em Sânscrito figurativamente significa "uma série ou sucessão ininterrupta". Às vezes definida como "a transmissão de um conhecimento Védico", que acredita-se ser sempre confiada à ācāryas. Um parampara estabelecido é frequentemente chamado sampradāya, ou escola de pensamento. Por exemplo, no Vixnuísmo um número de sampradayas são desenvolvidos seguindo um único professor, ou um acharya. Enquanto alguns defendem a liberdade de interpretação outros afirmam que "Embora um ācārya fala de acordo com o tempo e as circunstâncias em que ele apareceu, sustenta a conclusão inicial, ou siddhānta, da literatura Védica."

## Tipos de relacionamento entre Guru-shishya
Nos relacionamentos entre Guru-shishya, há uma grande variação de níveis de autoridade que podem ser atribuídas ao guru. Este nível de autoridade se estende aos mais altos níveis de autoridade como frequentemente encontrado no bhakti yoga, tais como no movimento Sathya Sai Baba, até os mais baixos níveis, como achados nas forma de Pranayama do yoga no movimento Sankara Saranam. Entre estes dois extremos de um espectro há uma enumerável variação de graus e formas de autoridade.

### Advaita Vedanta
Advaita vedānta requer todos que procurem estudar o advaita vedānta to fação através de um Guru (professor). O Guru deve ter as seguintes qualidades (ver Mundaka Upanishad 1.2.12):
1. Śrotriya — deve conhecer as escrituras Vedicas e o sampradaya
2. Brahmanişţha — literalmente significa fixado em Brahman; deve ter sido realizado a união com Brahman em tudo além de si mesmo.

O buscador deve servir ao Guru e lhe submeter questões com toda a humildade de forma a remover todas a suas dúvidas (veja Bhagavad Gita 4.34). Ao fazer isto, o advaita diz, o buscador atingirá o moksha (liberação do ciclo de nascimentos e mortes).

### Tradição Śruti
A tradição Guru-shishya determina como parte importante na continuidade da tradição Shruti no Vaidika dharma. Os Hindus acreditam que os Vedas foram transmitidos através das eras de Guru para shishya. Os Vedas prescrevem para um jovem brahmacharia deve ser enviado a um Gurukul onde o Guru (referido também como acharya) ensina ao aluno os Vedas como também os Vedangas. O aluno aprende o prayoga para realizar yajnas. O período de estadia varia (Manu Smriti diz que o período pode ser de 12 anos, 36 anos ou 48 anos). Após a estadia no Gurukul o brahmacharia retorna ao lar após realizar um cerimônia chamada samavartana.
A palavra Śrauta é derivada da palavra Śruti que significa aquele que presta atenção. A tradição Śrauta de transmissão dos Vedas através das gerações consistiu sumariamente a tradição oral do Guru (mestre) para o Śishya (estudante). Mas recentemente muitas escolas védicas fazem uso de livros para ensinar os Vedas para os seus estudantes.
Ver também: Śrauta

### Bhakti yoga
A mais conhecida forma de relação Guru-shishya o relacionamento bhakti entre guru-shishya. O Bhakti (Sânscrito) "Devoto" significa de entregar a Deus, deuses ou ao guru (sânscrito guru bhakti = devoção ao professor). Bhakti estende da simplicidade na expressão da devoção até o princípio da dizimação do ego no prapati, que é a rendição total. A forma do relacionamento bhakti entre guru-shishya geralmente incorpora três crenças ou praticas principais:
1. A devoção ao guru como um figura divina ou avatar.
2. A crença que um guru transmitirá, ou eventualmente comunicará o moksha, o diksha ou o shaktipat para o shishya (realizado).
3. A crença que se os atos do shishya se focalizarem no seu ou sua devoção (bhakti) no guru for suficientemente forte e digna, então alguma forma de mérito espiritual será adquirido pelo shishya

Dentro do relacionamento bhakti entre guru-shishya, um certo tipo de dependência às vezes se desenvolve entre o guru e o shishya, que pode ser de algum modo similar ao relacionamento em pais e filhos.[carece de fontes?]

### Raja Vidya yoga
A transmissão Parampará ou Paramparay da linha tradicional e milenar Raja Vidya Yoga se apresenta no Bhagavad Gita, capítulo do Mahabharata, como podemos ver no site:
- «Bhagavad Gita»

#### Prapati
No processo de dizimação do ego prapati (Sânscrito, "jogando fora o ego"), o nível de submissão da vontade do shishya para a vontade do guru é às vezes extrema. Isto é total, submissão incondicional para com Deus ou o guru, frequentemente ligado a atitude de impotência pessoal, autossubmissão, e resignação. Esta doutrina é talvez aquela que melhor expressa os ensinamentos dos quatro santos Samayacharya, que compartilhavam um profundo e místico amor por Siva que incluía:
- Profunda humildade e autoentrega, admissão dos pecados e fraquezas
- Total renuncia a Deus como o único real refugio e
- Um relacionamento de amor e bem-aventurança como um noiva nupcial misticismo, no qual o devoto é a noiva e Siva o noivo.

Nesta mais extrema forma às vezes isto inclui:
- A entrega de todas ou das principais posses materiais do shishya ao guru.
- A estrita e incondicional adesão do shishya a todas as ordens do guru. Um exemplo é a lenda de Karna que silenciosamente suportou a dor de uma picada de vespa em sua carne para que ela não perturba-se o seu guru Parashurama.
- Um sistema de vários títulos para subentender a superioridade ou deificação nos quais o guru assume, e frequentemente requer que o shishya as use sempre que se dirigir ao guru.
- A exigência que o shishya realize várias formas de demonstração física em direção ao guru, tais como se curvar, beijar as mãos e os pés do guru, e às vezes concordar com vários tipos de punição física quando ordenado pelo guru.
- Asa vezes a autoridade do guru se estende a todos os aspectos da vida do shishya, incluindo a sexualidade, sustento, vida social, etc.

Em troca de tal absoluta submissão em direção ao guru, o shishya espera que o guru lhe de a orientação necessária para que o shishya algum tipo de progresso espiritual. Frequentemente um guru afirmará que ele ou ela é capaz de levar um shishya diretamente ao mais alto estado possível da espiritualidade e da consciência, às vezes se referindo no interior do Hinduísmo como o moksha. Na relação relação bhakti guru-shishya o shishya é frequente acreditar que o guru tenha poderes, que são consistentes a deificação do guru que também e parte deste relacionamento.

### No Budismo
Na tradição Theravada Budista, o mestre é um valioso e honoravel mentor digno de grande respeito e uma fonte de inspiração no caminho da iluminação. Na tradição Tibetana, entretanto, o professor é visto como a base para a realização espiritual e a base do inteiro caminho. Sem o professor, afirma-se, não pode haver nenhuma experiência e introspecção. O guru deve ser visto como Buda. Em textos tibetanos, a ênfase é colocada em cima de elogiar as virtudes do guru. Os ensinamentos Tântricos incluem fazer visualizações para o guru e oferecer preces ao guru. O guru se torna conhecido como  vajra (literalmente "diamante") guru, aquele que é a fonte da iniciação nas beldades tântricas. O discípulo é obrigado a fazer uma série de voitos e compromissos para assegurar a manutenção da ligação espiritual e que quebrar tal ligação e uma falha seria.
No Vajrayana (budismo tântrico) o guru é definido como o próprio "caminho" para o si. O guru não é um indivíduo que inicia uma pessoa, mas a própria natureza do buda refletida na pessoa na personalidade do guru. Em retorno, o discípulo deve demonstrar uma grande devoção para o seu guru, que eles consideram ter as qualidade de um Bodhisattva.

## Aspectos psicológicos do contexto ocidental
Rob Preece, em The Noble Imperfection(Nobre imperfeição), escreve que enquanto o relacionamento professor/discípulo pode ser uma experiência frutífera e inestimável, o processo o relacionamento espiritual com os professores também pode ter seus dissabores.
Estas são o resultado do naïveté entre ocidentais com a natureza da relação guru/devoto e a consequências de uma falta da compreensão na parte de professores orientais a respeito da natureza da composição psicológica ocidental. Preece introduz a noção de transferência para explicar o modo pelo qual o relacionamento guru/discípulo se desenvolve sob a perspectiva da psicologia ocidental. Eles escreve: "Em seu modo mais simples a transferência ocorre quando um pessoa inconscientemente estabelece o outro com os atributos que na realidade são projetados dentro de si mesmo." No desenvolvimento deste conceito, Preece escreve que quando nós transferimos um qualidade interior para outra pessoa nós começamos a dar poder a esta outra pessoa sobre nós é consequentemente fazemos a projeção, levando o potencial para grande discernimento e inspiração, mas também potenciais perigos. "Ao dar este poder a alguém ele acaba tendo uma certa influencia sobre nós isto é difícil de resistir, enquanto nós nos tornamos cativados ou enfeitiçados pela força do arquétipo".